# Cantone di Calvisson
Il Cantone di Calvisson è una divisione amministrativa dell'arrondissement di Nîmes e dell'arrondissement di Le Vigan.
È stato costituito a seguito della riforma approvata con decreto del 24 febbraio 2014, che ha avuto attuazione dopo le elezioni dipartimentali del 2015.

## Composizione
Comprende i seguenti 28 comuni:
- Aspères
- Aujargues
- Boissières
- Calvisson
- Cannes-et-Clairan
- Combas
- Congénies
- Crespian
- Fons
- Fontanès
- Gajan
- Junas
- Lecques
- Montignargues
- Montmirat
- Montpezat
- Nages-et-Solorgues
- Parignargues
- La Rouvière
- Saint-Bauzély
- Saint-Clément
- Saint-Geniès-de-Malgoirès
- Saint-Mamert-du-Gard
- Salinelles
- Sauzet
- Sommières
- Souvignargues
- Villevieille